# Primula takedana
Primula takedana är en viveväxtart som beskrevs av Tatewaki. Primula takedana ingår i släktet vivor, och familjen viveväxter. Inga underarter finns listade i Catalogue of Life.